# Jan Černý (imunolog)
Jan Černý (* 29. května 1970 Hořice) je český imunolog, pedagog vyučující na Přírodovědecké fakultě UK v Praze a popularizátor vědy, který mj. působí jako předseda Biologické olympiády.

## Život
Jan Černý se narodil v Hořicích v Podkrkonoší a dětství prožil v Hradci Králové. Vystudoval molekulární biologii a genetiku na Přírodovědecké fakultě UK v Praze a během doktorského studia působil v laboratoři prof. Václava Hořejšího na Ústavu molekulární genetiky AVČR, kde se věnoval studiu membránových mikrodomén. V letech 2000–2002 absolvoval postdoktorální pobyt na Harvard Medical School Harvardovy univerzity v Bostonu, kde se věnoval výzkumu nízkomolekulárních inhibitorů vezikulárního transportu, životnímu cyklu viru HIV a pracoval na modelu MHCII-GFP transgenní myši. Dnes působí jako vedoucí laboratoře buněčné imunologie na Přírodovědecké fakultě UK. Působil v řadě orgánů Přírodovědecké fakulty a v letech 2009–2013 byl proděkanem pro vědu, vnější vztahy a celoživotní vzdělávání. V listopadu 2015 byl jmenován profesorem v oboru buněčné a vývojové biologie.
V září 2017 oznámil kandidaturu na rektora Univerzity Karlovy, zvolen nebyl. V říjnu 2024 neúspěšně kandidoval na funkci děkana PřF; v prvním kole volby získal 12 z 28 hlasů, ale děkanem byl se ziskem 15 hlasů zvolen Vladimír Krylov.